# Зарукин, Дмитрий Васильевич
Дмитрий Васильевич Зарукин — советский хозяйственный, государственный и политический деятель.

## Биография
Родился в 1927 году в деревне Гаженка. Член КПСС.
Окончил Новосибирскую ВПШ.
В 1942—1945 — моторист-киномеханик в Ербогачене.
В 1945—1953 — участник советско-японской войны, военнослужащий Советской Армии.
В 1954—1959 — комсомольский работник в Иркутской области.
В 1962—1963 — заведующий агитпропотделом райкома КПСС в Усолье-Сибирском, инструктор Усольского горкома КПСС.
В 1963—1972 — заместитель управляющего трестом, председатель постройкома, секретарь парткома треста «Востоктяжстрой».
В 1972—1982 — секретарь, второй секретарь Усольского горкома КПСС.
В 1982—1987 — первый секретарь Усольского горкома КПСС.
Делегат XXVII съезда КПСС.
Умер в 1987 году в Усолье-Сибирском.

## Награды
- Орден Ленина
- Орден Трудового Красного Знамени
- Орден Знак Почёта